# Championnat de France de hockey sur glace 1931-1932
Saison précédente Saison suivante
La saison 1932 est la 16e saison du championnat de France de hockey sur glace qui porte le nom de 1re série.

## 1resérie
|  | Demi-finales                          | Demi-finales                          |                |   | Finale                                | Finale                                |
|  | Demi-finales                          | Demi-finales                          |                |   | Finale                                | Finale                                |
|  |                                       |                                       |                |   |                                       |                                       |
|  | Palais des Sports de Grenelle, 4 mars | Palais des Sports de Grenelle, 4 mars |                |   | Palais des Sports de Grenelle, 5 mars | Palais des Sports de Grenelle, 5 mars |
|  | Palais des Sports de Grenelle, 4 mars | Palais des Sports de Grenelle, 4 mars |                |   | Palais des Sports de Grenelle, 5 mars | Palais des Sports de Grenelle, 5 mars |
|  | Stade français                        | 14                                    |                |   | Palais des Sports de Grenelle, 5 mars | Palais des Sports de Grenelle, 5 mars |
|  | Stade français                        | 14                                    |                |   | Palais des Sports de Grenelle, 5 mars | Palais des Sports de Grenelle, 5 mars |
|  | Club des Sports d'Hiver de Paris      | 1                                     |                |   | Palais des Sports de Grenelle, 5 mars | Palais des Sports de Grenelle, 5 mars |
|  | Club des Sports d'Hiver de Paris      | 1                                     | Stade français | 3 |                                       |                                       |
|  |                                       |                                       | Stade français | 3 |                                       |                                       |
|  |                                       | Racing Club de France                 | 2              |   |                                       |                                       |
|  | Chamonix Hockey Club                  | Racing Club de France                 | 2              |   |                                       |                                       |
|  |                                       |                                       |                |   |                                       |                                       |
|  | Racing Club de France                 | F                                     |                |   |                                       |                                       |
|  | Racing Club de France                 | F                                     |                |   |                                       |                                       |

### Demi-finale
| 4 mars 1932 | Club des Sports d'Hiver de Paris | 1-14 | Stade français | Palais des Sports de Grenelle |

### Finale
| 5 mars 1932 | Racing Club de France | 2-3 (pr) (0-0, 1-1, 1-1, 0-1) | Stade français | Palais des Sports de Grenelle |

Le club du Stade français est champion de France pour la première fois.

## 2esérie

### Championnat de Paris
|  | Demi-finales              | Demi-finales             |                |   | Finale | Finale |
|  | Demi-finales              | Demi-finales             |                |   | Finale | Finale |
|  |                           |                          |                |   |        |        |
|  |                           |                          |                |   |        |        |
|  |                           |                          |                |   |        |        |
|  | Stade français II         | 4                        |                |   |        |        |
|  | Stade français II         | 4                        |                |   |        |        |
|  | École Centrale            | 4                        |                |   |        |        |
|  | École Centrale            | 4                        | École Centrale | 2 |        |        |
|  |                           |                          | École Centrale | 2 |        |        |
|  |                           | Racing Club de France II | 3              |   |        |        |
|  | Cercle Nautique de Chatou | Racing Club de France II | 3              | 1 |        |        |
|  | Cercle Nautique de Chatou |                          |                | 1 |        |        |
|  | Racing Club de France II  | 2                        |                |   |        |        |
|  | Racing Club de France II  | 2                        |                |   |        |        |

### Championnat des Alpes
| 17 janvier 1932 | Chamonix Hockey Club | 7-2 | Club des Sports de Megève |  |

## Référence
Résultats de la saison sur Hockeyarchives